# Salicornia depressa
Salicornia depressa är en amarantväxtart som beskrevs av Paul Carpenter Standley. Salicornia depressa ingår i släktet glasörter, och familjen amarantväxter. Inga underarter finns listade i Catalogue of Life.

## Bildgalleri

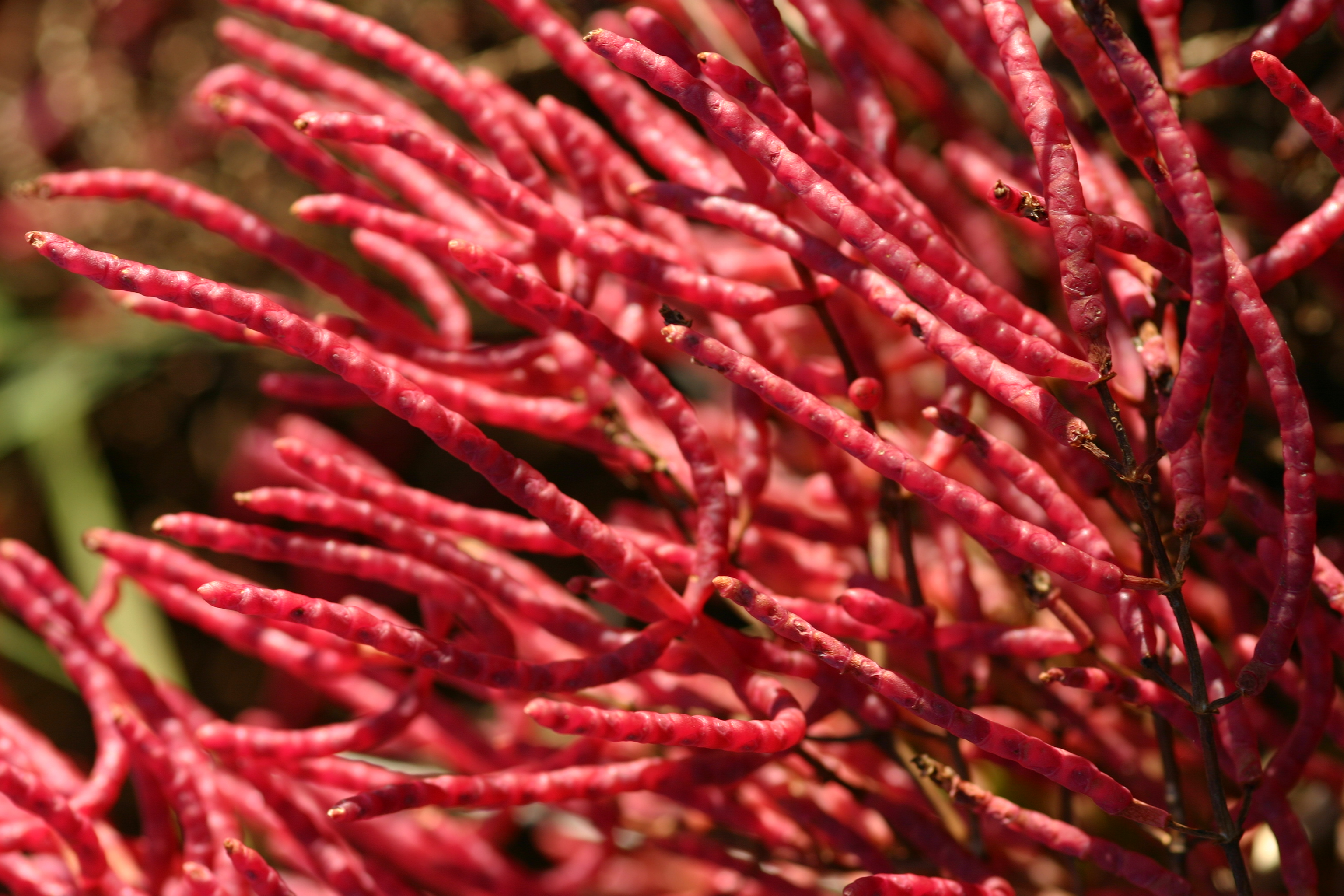